# Bitch (tijdschrift)
Bitch is een Amerikaans feministisch tijdschrift uit Portland, Oregon, opgericht in 1996. Het omschrijft zichzelf als een feministisch antwoord op popcultuur en bevat analyses van actuele politieke, sociale en culturele trends. Het heeft ongeveer 50.000 lezers.
Bitch wordt eens per kwartaal uitgegeven door de non-profitmultimediaorganisatie Bitch Media en wordt deels financieel ondersteund door donaties van lezers.